# Manu del Moral
Manu del Moral, również Manu, właśc. Manuel del Moral Fernández (ur. 25 lutego 1984 w Jaén) – hiszpański piłkarz grający na pozycji napastnika w Rayo Majadahonda.

## Kariera
Manu dorastał w młodzieżowych kategoriach Atlético Madryt, gdzie grał razem z Braulio. W sezonie 2003/04 został wypożyczony do Recreativo Huelva. Było to jednak mało owocne wypożyczenie, gdyż zagrał jedynie w 5 spotkaniach i strzelił 1 bramkę. Po powrocie do stolicy Hiszpanii, del Moral epizodycznie występował w pierwszym składzie drużyny z Vicente Calderón. Przed sezonem 2006/07 dołączył do drużyny Getafe CF. Swojego pierwszego ligowego gola strzelił 22 października 2006 w wygranym 2:1 spotkaniu przeciwko Recre. Pierwszy sezon w Getafe CF zakończył z dorobkiem 8 bramek. Był to drugi wynik w klubie, zaraz po Danielu Güizie. W kolejnym sezonie grał już w ataku ze swoim byłym kolegą z Atlético – Braulio. W sezonie 2010/2011 strzelił 7 bramek, tyle samo co Juan Ángel Albín, przyczyniając się do zajścia swojej drużyny do ćwierćfinałów Pucharu UEFA.
Po zakończeniu sezonu 2010/2011 Manu przeszedł do Sevilli za około 4,5 mln euro.
6 czerwca 2011 Manu zadebiutował w reprezentacji Hiszpanii w wygranym 3:0 towarzyskim meczu z Wenezuelą.